# Wiek typowy
Wiek typowy (wiek charakterystyczny) (ang. characteristic age) τ – miara wieku pulsara, obliczana na podstawie okresu obrotu P i pochodnej okresu po czasie (czyli tempa zmiany okresu), dP/dt. Dla pulsara z dipolowym polem magnetycznym τ jest równy:
{\displaystyle \tau ={\frac {P}{2dP/dt}}}
Powyższy wzór zakłada, że spowalnianie okresu jest spowodowane emisją energii przez dipol magnetyczny rotujący w próżni, oraz że początkowy okres obrotu Pi był o wiele mniejszy niż obecny okres P.

## Wzór uogólniony
Uogólniony wzór na wiek typowy τ przedstawia się następująco:
{\displaystyle \tau ={\frac {P}{(n-1)dP/dt}}-{\frac {P_{i}}{(n-1)dP_{i}/dt}}}
gdzie Pi jest początkowym okresem, dPi/dt początkową pochodną okresu po czasie, a n jest współczynnikiem hamowania (równym 3 dla dipolowego pola magnetycznego). W przypadku innego mechanizmu spowalniania rotacji n może być inne niż 3, np. w przypadku emisji (kwadrupolowych) fal grawitacyjnych n = 5.

## Przykład: pulsar w mgławicy Kraba
Dla pulsara w mgławicy Kraba (która powstała w wybuchu supernowej obserwowanej przez chińskich astronomów w 1054 r.) obecny okres i pochodna okresu po czasie wynoszą, odpowiednio, P = 0,033085 s oraz dP/dt = 4,23⋅10−13 s/s. Oszacowanie wieku τ = P/(2dP/dt) wynosi więc około 1239 lat.